# Bulbophyllum chinense
Bulbophyllum chinense är en orkidéart som först beskrevs av John Lindley, och fick sitt nu gällande namn av Heinrich Gustav Reichenbach. Bulbophyllum chinense ingår i släktet Bulbophyllum och familjen orkidéer. Inga underarter finns listade i Catalogue of Life.